# Resolución 704 del Consejo de Seguridad de las Naciones Unidas
La resolución 704 del Consejo de Seguridad de las Naciones Unidas, adoptada sin votación el 9 de agosto de 1991, después de examinar la solicitud de las Islas Marshall para la membresía en las Naciones Unidas, el Consejo recomendó a la Asamblea General que las Islas Marshall fuesen admitidas.
El 17 de septiembre del mismo año, la Asamblea General aceptó a la República de las Islas Marshall en la resolución 46/2.